# Медаль «За захист Севастополя»
Меда́ль «За з́ахист Севасто́поля» — медаль, державна нагорода Російської імперії, заснована для нагородження захисників Севастополя у Кримській війні 1853–1856 років.

## Заснування медалі і автори
Через півтора місяця після закінчення Кримської війни малюнок медалі виконали медальєри Санкт-Петербурзького монетного двору О. П. Лялін і В. В. Алексєєв. А ще через два тижні, 26 листопада 1856 року, імператор Олександр II, своїм указом, заснував медаль «За захист Севастополя», і Монетному двору було замовлено виконати 100 000 екземплярів срібних медалей.

## Історія назви
Незважаючи на поразку у війні, героїзм захисників Севастополя вирішено було відзначити встановленням медалі не «за перемогу», не «за взяття», а вперше в історії Росії — «за захист».

## Опис медалі
Медаль являє собою круг, діаметром 28 мм виготовлений із срібла.
На лицьовій стороні медалі (аверсі) в ряд зображені два вензелі — імператорів Миколи I і Олександра II, увінчаних коронами. На зворотному боці медалі (реверсі), під променистим «всевидящим оком», був виконаний 4-х рядковий напис: «СЪ 13 СЕНТЯБРЯ — 1854 — ПО 28 АВГУСТА — 1855». Його оточує напис, зроблений більшим шрифтом, по колу, уздовж краю медалі: «ЗА ЗАЩИТУ СЕВАСТОПОЛЯ». У загальній складності було виготовлено і вручено близько 250 тис. екземплярів медалі.
Медаль носилася на шовковій муаровій Георгіївській стрічці в петлиці, аналогічно ордену святого Георгія 4 ступеня (Російської імперії). На стрічці п'ять подовжніх, рівних за шириною смужок, що чергуються: три чорного і два помаранчевого кольору. По краях стрічка має по одній вузькій помаранчевій смужці шириною 1 мм.

## Зображення медалі

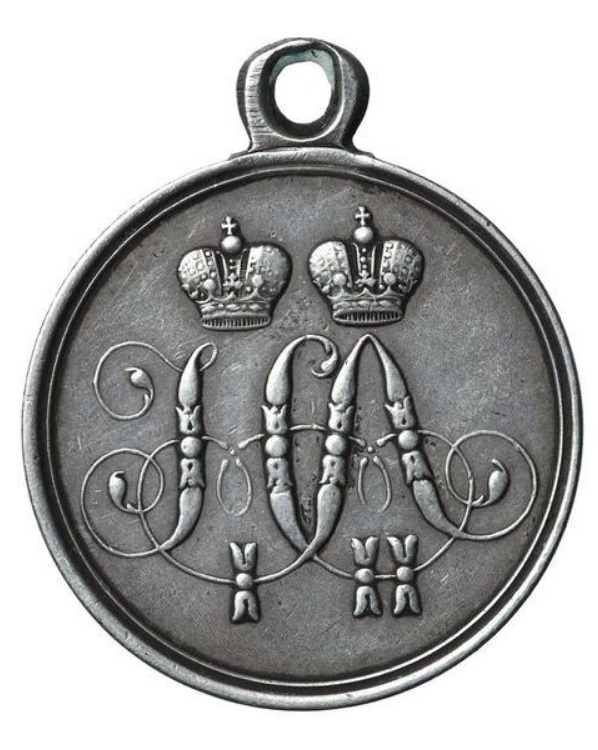
Аверс
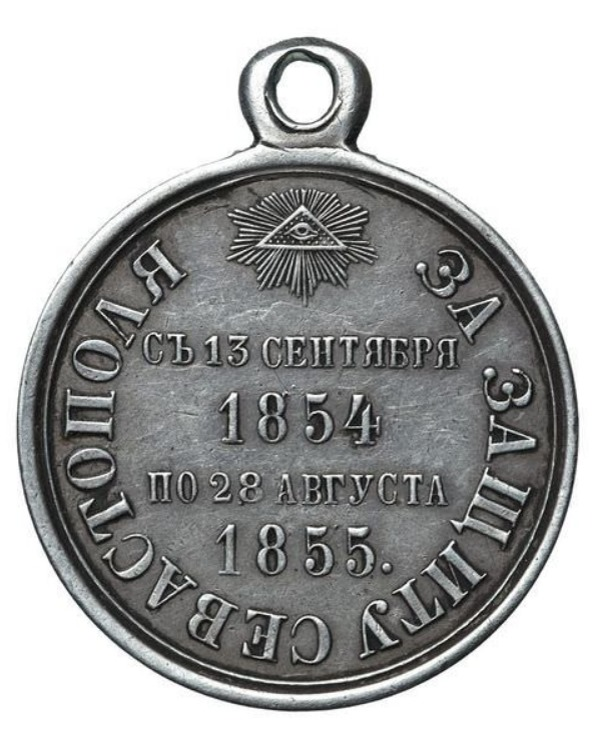
Реверс

## Нагородження
Медаллю «За захист Севастополя» нагороджувалися генерали, офіцери і солдати (в тому числі і нестройові), що складали севастопольський гарнізон, а також всі жителі, які брали участь в обороні міста з 13 вересня 1854 по 28 серпня 1855 року. Навіть кріпаки слуги офіцерів отримували цю нагороду.
Перші медалі були вручені особисто імператором Олександром II у жовтні 1855 року в Севастополі. Пізніше екземпляри медалі були передані військовим командирам для нагородження своїх підлеглих.
Першими нагородженими стали офіцери і матроси декількох флотських екіпажів, які були відправлені із Миколаєва в Санкт-Петербург та інші порти Балтійського моря.